# Elmo Savola
Elmo Savola (né le 10 mars 1995 à Lappajärvi) est un athlète finlandais, spécialiste du décathlon.
Le 12 juin 2015, il porte son record personnel à 7 743 points à Tallinn.
Le 16 juillet 2017, il bat son record à Bydgoszcz.

## Palmarès
| Date | Compétition                   | Lieu      | Résultat | Épreuve   | Points |
| ---- | ----------------------------- | --------- | -------- | --------- | ------ |
| 2014 | Championnats du monde juniors | Eugene    | 17e      | Décathlon |        |
| 2017 | Championnats d'Europe espoirs | Bydgoszcz | 3e       | Décathlon | 7 956  |